# GWR 4400
De serie 4400 van de Great Western Railway (GWR) was een 1'C'1 (2-6-2T)-stoomlocomotief.

## Geschiedenis
De locomotieven werden in 1904 geïntroduceerd voor werkzaamheden op kleinere lokaalspoorlijnen. De serie 4500 was een latere ontwikkeling met grotere aandrijfwielen. De 4400'en werden vooral gebruikt op heuvelachtige lijnen, met name de Princetown en Much Wenlock lijnen. Alle locomotieven werden buiten dienst gesteld en gesloopt tussen 1949 en 1955.
De 4400-, 4500- en 4575-serie hadden een slaglengte van 610 mm, met een Standaard 5-ketel en aandrijfwielen van 1524 mm, deze locomotieven stonden gezamenlijk bekend als "Small Prairies", in tegenstelling tot de series 5100, 3150, 5101, 6100, 3100 en 8100, met een slaglengte van 762 mm, met een Standaard 2- of Standaard 4-ketel en drijfwielen van 1524 mm, en stonden bekend als "Grote Prairies".